# Borger (Teksas)
Borger – miasto w Stanach Zjednoczonych, w stanie Teksas, w hrabstwie Hutchinson.
Po odkryciu w okolicy złóż ropy naftowej zostało wytyczone miejsce na nowe miasto. W ciągu dziewięćdziesięciu dni ściągnęło do niego 45 tysięcy osób, toteż już październiku tego samego roku Borger uzyskało prawa miejskie.

## Demografia
Według przeprowadzonego przez United States Census Bureau spisu powszechnego w 2010 roku miasto liczyło 13 251 mieszkańców. Natomiast skład etniczny w mieście wyglądał następująco: Biali 80,6%, Afroamerykanie 3,6%, Azjaci 0,5%, pozostali 15,3%.